# Het geheim van de toverdrank
Het geheim van de toverdrank (originele titel Le Secret de la potion magique) is een boek gebaseerd op de Franse stripreeks Asterix, geschreven door Olivier Gay, en geïllustreerd door Fabrice Tarrin.
Het verhaal verscheen in 2018, op hetzelfde moment als de gelijknamige film.

## Verhaal
Panoramix, de druïde, valt tijdens het snijden van maretak uit een boom. Dit zorgt ervoor dat hij samen met Asterix en Obelix op zoek gaat naar een opvolger, want anders zou het geheim van de toverdrank die de Galliërs onoverwinnelijk maakt verdwijnen.